# Tomicki-Kapelle
Die Tomicki-Kapelle (polnisch Kaplica biskupa Piotra Tomickiego) ist eine der 19 Kapellen, die die Krakauer Kathedrale umgeben. Sie ist Thomas Becket geweiht und befindet sich im östlichen Chorumgang.

## Geschichte

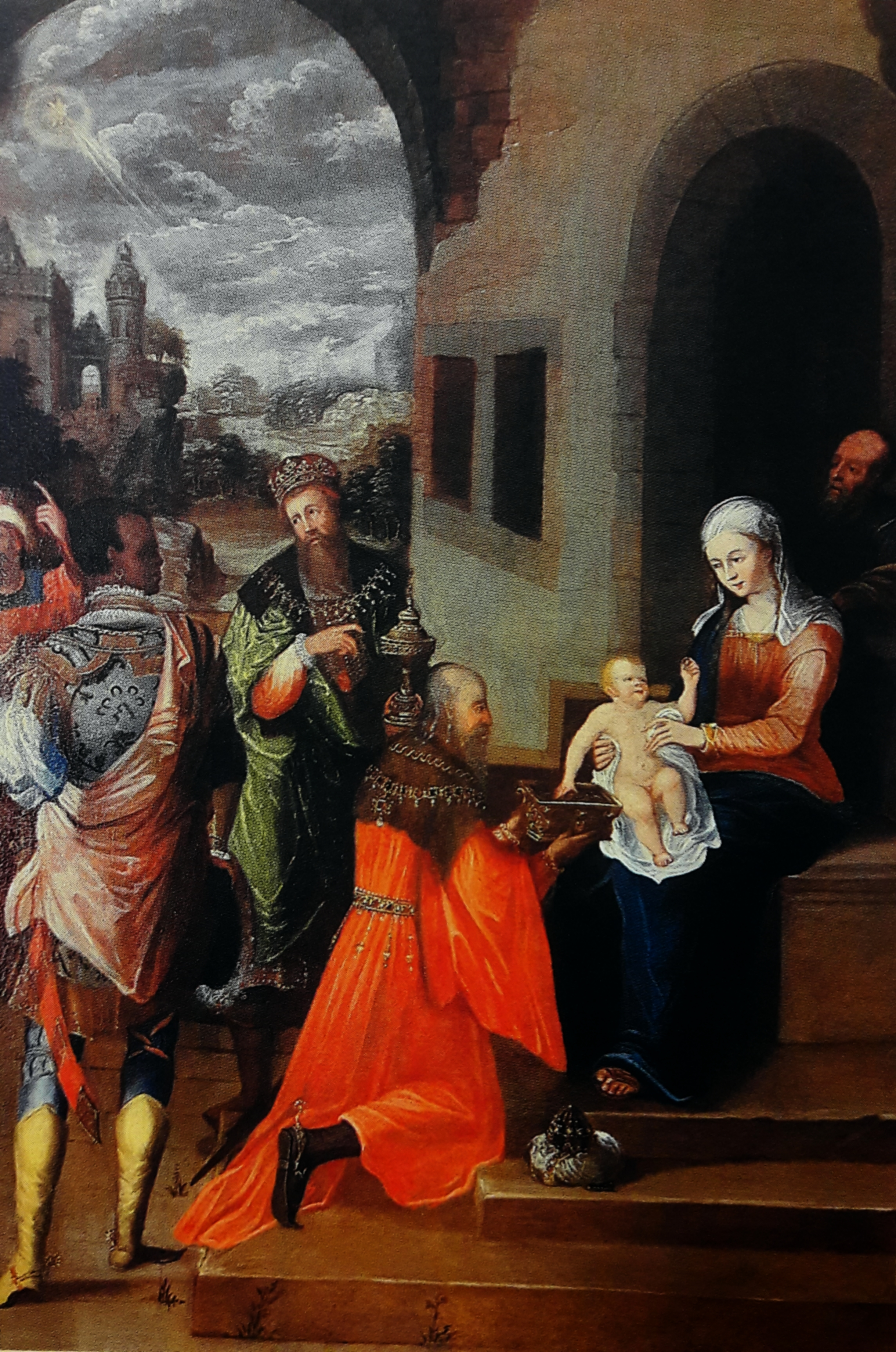
Pencz-Altar (Detail)

Die Kapelle wurde in den Jahren von 1532 bis 1535 von Bartolomeo Berrecci für Bischof Piotr Tomicki anstelle einer gotischen Kapelle aus dem 14. Jahrhundert errichtet. Auch das Grabmal Piotr Tomickis in der Kapelle, das in den Jahren von 1531 bis 1533 entstand, geht auf Berrecci zurück. Das Renaissance-Gitter am Eingang geht auf Hans Vischer aus Nürnberg zurück. Der selige Bischof Wincenty Kadłubek wurde Anfang des 20. Jahrhunderts in die Kapelle umgebettet. Den Reliquienschrein schuf Stanisław Barabasz.

## Krypta
In der Kapelle wurden nacheinander bestattet:
- Bischof Piotr Tomicki
- Bischof Wincenty Kadłubek

## Innenraum
Die Grabmäler sind im Stil der Hochrenaissance gehalten. Die Kuppel ist klassizistisch. Der Renaissance-Altar geht auf Georg Pencz zurück.